# Tinsouka
Tinsouka est une localité située dans le département de Tanghin-Dassouri de la province du Kadiogo dans la région Centre au Burkina Faso.

## Géographie
Tinsouka est situé à 4 km au sud de Zékounga, à 7 km au nord-est de Tanghin-Dassouri, le chef-lieu du département, et à environ 20 km à l'ouest du centre de Ouagadougou.
Le village est à 4 km au nord de la route nationale 1 et son territoire est traversé par la ligne ferroviaire Abidjan–Ouagadougou, sans gare cependant.

## Histoire
Tinsouka signifierait en mooré « le centre de la terre ».

## Santé et éducation
Le centre de soins le plus proche de Tinsouka est le centre de santé et de promotion sociale (CSPS) de Zékounga tandis que le centre médical (CM) se trouve à Tanghin-Dassouri et que les hôpitaux sont à Ouagadougou.
Le village possède une école primaire publique.